# فهد شويطر
فهد طارق شويطر (16 يوليو 1989) لاعب كرة قدم بحريني يلعب حاليا لصالح نادي الدرجة الأولى المحرق البحريني في مركز الجناح الأيمن كما يجيد اللعب في مركزي المهاجم والظهير الأيمن.

## الإنجازات

### المحرق
- الدرجة الأولى (4): 2008، 2009، 2011، 2015
- كأس ملك البحرين (6): 2008، 2009، 2011، 2012، 2013، 2016
- كأس ولي العهد (2): 2008، 2009
- كأس الاتحاد الآسيوي (1): 2008
- كأس الاتحاد البحريني (1): 2009
- كأس الخليج للأندية (1): 2012